# グレゴリア・マクシミリアーネ・フォン・エスターライヒ
グレゴリア・マクシミリアーネ・フォン・エスターライヒ（Gregoria Maximiliane von Österreich, 1581年3月22日 - 1597年9月20日）は、オーストリア大公家の大公女（Erzherzogin）。神聖ローマ皇帝フェルディナント2世の妹。

## 生涯
内オーストリア大公カール（2世）とその妻でバイエルン公アルブレヒト5世の娘であるマリア・アンナの間の第8子、五女として生まれた。両親は実の叔父と姪の間柄だった。洗礼名は代父母を務めた教皇グレゴリウス13世と母方の叔母マクシミリアーナに因む。信心深い性格で、兄弟姉妹の中では母大公妃に最も可愛がられた。グレゴリアとその姉妹たちには、ハプスブルク家の成員に特徴的な突出した下唇（Habsburger Unterlippe）の相貌が顕著に現れたことで知られる。グレゴリアは成長するにつれて背中が醜く湾曲し、顔も痘痕面になった。
1596年、アラゴン王国の海軍提督メンドーサ（Francisco de Mendoza）が使節としてグラーツの宮廷を訪れ、スペインのアストゥリアス公フェリペ（後のフェリペ3世）の花嫁を選ぶべくグレゴリアと2人の妹エレオノーレおよびマルガレーテの肖像画をスペインに持ち帰った。この後すぐに、グレゴリアはフェリペと婚約した。王子は3人のうちマルガレーテの肖像画を気に入ったが、父王フェリペ2世が3人の候補の中で最年長のグレゴリアを娶るように命じたのである。
1597年9月17日、結婚の仲人役がグラーツの宮廷に到着したが、グレゴリアはこのとき重病に陥っていた。そして3日後に16歳の若さで死去し、ゼッカウ修道院（Abtei Seckau）内の教会堂に葬られた。アストゥリアス公は1599年、グレゴリアの妹で意中の相手だったマルガレーテと結婚した。